# UGC 4
UGC 4 es una galaxia espiral localizada en la constelación de Piscis.